# 北町駅
北町駅（きたまちえき）は、石川県金沢市北町に存在した北陸鉄道金石線の駅である。1971年（昭和46年）に廃駅となった。

## 概要
1966年（昭和41年）に開設された金沢市中央卸売市場に近く、当駅付近から分岐する専用線の敷設が計画されたが実現には至らなかった。

## 歴史
- 1914年（大正3年）8月11日：金石電気鉄道の若宮駅として開業。
- 1943年（昭和18年）10月13日：合併により北陸鉄道の駅となる。
- 1958年（昭和33年）1月1日：北町駅に改称。
- 1971年（昭和46年）9月1日：金石線全線廃止により廃駅。

## 駅構造
片面ホーム1面1線の無人駅。

## 廃止後
石川県道17号金沢港線（金石街道）の拡幅用地となっており、痕跡を留めていない。

## 隣の駅
北陸鉄道
金石線
長田町駅 - 北町駅 - 藤江駅